# Lucio Calpurnio Pisón Cesonino (cónsul 148 a. C.)
Lucio Calpurnio Pisón Cesonino  fue un político y militar romano del siglo II a. C. perteneciente a la gens Calpurnia.

## Familia
Pisón fue miembro de los Calpurnios Pisones, la más notable familia del gens Calpurnia, e hijo de Cayo Calpurnio Pisón. Friedrich Münzer supuso por el segundo cognomen de Pisón que fue en realidad un Cesonio adoptado por Cayo Calpurnio. Fue hermano de Quinto Calpurnio Pisón y padre de su homónimo Lucio Calpurnio Pisón Cesonino.

## Carrera pública
Obtuvo la pretura en el año 154 a. C. y fue destinado a la Hispania Ulterior donde, en lucha contra los lusitanos, fue derrotado por Púnico.
Fue elegido cónsul en el año 148 a. C. y fue enviado para conducir la guerra contra Cartago. Tuvo un bajo nivel de actividad y el pueblo manifestó su descontento, por la dirección de la guerra pasó el año siguiente a Escipión Emiliano.